# Erica praenitens
Erica praenitens là một loài thực vật có hoa trong họ Thạch nam. Loài này được Tausch mô tả khoa học đầu tiên năm 1834.